# Tjechovskaja
Tjechovskaja (ryska: Чеховская) är en tunnelbanestation på Serpuchovsko-Timirjazevskaja-linjen i Moskvas tunnelbana. 
Stationen invigdes den 31 december 1987 och var i ett års tid linjens norra slutstation. Nedgången till stationen finns vid Pusjkintorget, medan stationen är namngiven efter författaren Anton Tjechov.
Stationen är en pylonstation på 62 meters djup.

## Byte
Vid Pusjkintorget finns förutom till Tjechovskaja nedgångar också till stationerna Tverskaja på Zamoskvoretskajalinjen (gröna linjen) och Pusjkinskaja på Tagansko-Krasnopresnenskajalinjen (lila linjen), och det går att byta mellan alla tre stationerna via direkta passager under jord.